# Martin Weinek
Martin Weinek (Leoben, 1964) és un actor, director i empresari austríac. També produeix vi. Treballa al món del cinema, el teatre i la televisió. És conegut entre el públic pel paper de l'Inspector Fritz Kunz a Rex, un policia diferent.
Va estudiar interpretació entre 1983 i el 1986 amb el professor Peter P. Jost i es dedicà al teatre a partir del 1986 en algunes produccions vieneses.
El seu primer paper menor en una pel·lícula va ser com a mosso d'ascensor en la pel·lícula Nachsaison, fruit de la seva participació en el grup vienès Theater Gruppe 80. El 1987 obté un paper en l'obra teatral Der Lechner Edi schaut ins Paradies de Jura Soyfer sota la direcció de Georg Mittendrein en el marc del festival Ruhrfestspiele Recklinghausen i el paper d'escombriaire a la pel·lícula Müllomania de Dieter Berner. Entre el 1988 i 1989 treballa com a actor en el Jura-Soyfer-Theater a Viena i en altres teatres menors, igualment treballa com a director, director artístic i productor. El 1989 participa en la sèrie televisiva austríaca Calafates Joe. Entre 1990 i 1991 fou director artístic del teatre Hernalser Stadttheater a Viena.
El 1999 li arriba la popularitat gràcies a la sèrie televisiva Rex, un policia diferent, sèrie en la qual participa de forma permanent. Martin Weinek s'interessa també pel vi i la vitivinicultura en adquirir el 1993 una petita empresa de producció vinícola pròpia en Hagensdorf de 3 hectàrees de superfície, al costat del municipi de Heiligenbrunn que regenta al costat de la seva esposa Eva.
El 8 de març de 2008 feu de moderador en el Genusse Burgenland.

## Filmografia
- 1989: Calafati Joe (Sèrie de TV)
- 1999-2004, 2008- : Rex, un policia diferent (Sèrie de TV)
- 2004: Silentium
- 2005: Grenzverkehr
- 2006: Unter weißen Segeln (Episodi Träume am Horizont)
- 2007: Die Rosenheim-Cops (Episodi Liebe bis zum Ende)